# Album No. 8
Album No. 8 è l'ottavo album in studio della cantante georgiana-britannica Katie Melua, pubblicato nel 2020.

## Tracce
1. A Love like That – 3:07
2. English Manner – 4:27
3. Leaving the Mountain – 3:36
4. Joy – 3:35
5. Voices in the Night – 4:55
6. Maybe I Dreamt It – 3:19
7. Heading Home – 3:46
8. Your Longing Is Gone – 3:25
9. Airtime – 3:26
10. Remind Me to Forget – 3:36
11. Forever – 2:25